# Perchlorylbenzène
Le perchlorylbenzène est un composé aromatique de formule C6H5ClO3 ou PhClO3. 
Il est préparé par la perchlorylation électrophile directe du benzène avec du fluorure de perchloryle et du trichlorure d'aluminium : 
Ses dérivés pourraient être utilisés en tant que nouveaux matériaux énergétiques analogues aux composés nitrés. 